# Kajaneborg
Kajaneborg, på finska Kajaanin linna, är en slottsruin på en holme i Kajana älv i Kajana stad i Finland.

## Det första byggnadsskedet
Fästningen grundades av Clemens Eriksson 1604 på uppdrag av kung Karl IX vid denna sedan länge naturliga knutpunkt för olika färdleder, som ett administrativt center och försvarspunkt för Kajanaland,  som tillfallit Sverige vid freden i Teusina. I början av 1600-talet grundade Karl IX både staden Uleåborg och fästningen Kajaneborg för att stärka rikets ställning i landskapet. Grundvalarna lades 1604, och fästningens egentliga byggnad påbörjades 1605.
Den lilla holmen som fungerade som grundval var från början alltför liten för en borg. Följaktligen måste den förstoras genom pålning och invallning. Slottets ursprungliga murar steg upp direkt ur forsen.
År 1606 gav kungen order åt amiralen och ståthållaren Isak Behm att borgen skulle omges av en ringmur. År 1607 skickade Karl IX mästermuraren Isak Rasmusson samt två gesäller till Kajaneborg för att leda konstruktionen av slottet. På grund av slottets avlägsenhet var det mycket svårt att få tag på kunnig arbetskraft och material av tillräckligt hög standard. För att underlätta skaffandet av arbetskraft beordrades bönderna i området kring borgen att hjälpa till med sex dagsverk per år. År 1609 gavs borgen namnet Caijaneborg av Karl IX.
År 1610 beordrade Karl IX att befälhavaren Isak Behm skulle häktas för att han vägrat lyda konungens order att attackera och inta den ryska gränsbefattningen Soma. Som ny befälhavare utsades Erich Persson Hare, och arbetet på slottet blev igen fördröjt. Efter fem års arbetande avsade sig Rasmusson mästerskapet 'på grund av blindhet' och reste tillbaka till Sverige år 1615. I själva verket hade Rasmusson varit nästan helt blind i flera år, och hans gesäll Lars Thomasson hade varit chef för mureriet sedan 1613. Av dessa orsaker drog arbetet ut på tiden. I och med Freden i Stolbova 1617 minskade områdets strategiska betydelse avsevärt och Karl IX:s efterföljare Gustav II Adolf gav år 1619 order om att sätta stopp för vidare byggnad. I detta skede bestod borgen av en rektangulär mur med halvcirkelformade kanontorn i bägge gavlarna. Alla konstruktioner innanför murarna och runt borggården var av trä. Efter att all vidare konstruktion stoppats blev kommendant Erich Hare avsatt 1620, och kapten Christopher Wernstedt blev tillfällig slottschef under de följande två åren. Också han blev beordrad att inte göra annat en "upretthålle ock underhålle bygnationen", och det samma gällde hans efterföljare Johan Ulfsparre.
Från och med att Gustav II Adolf stoppat vidare byggnad var borgen utan egentlig slottschef, men den 22 september 1623 tillsattes ofrälse Erik Pedersson som kommendant på Kajaneborg. Gråstensslottet förblev dock ofullbordat, men användes på grund av sitt avsides läge bland annat som fängelse och förvisningsort. Det hyste då bland andra historikern Johannes Messenius (1616–1635), som var fånge vid Kajaneborg i hela 20 år och vars uppgift under sin fångenskap var att skriva en nordisk historia som inkluderade Finlands folk, och den bemärkte svenska författaren och äventyraren Lars Wivallius (1634–1641).
Pedersson fortsatte som slottschef ända till den 20 april 1641 då ofrälse kornetten från överste Bielkes regemente Per Jakobsson Tysk blev befälhavare och kommendant över Kajaneborg. Inget vidare arbete utfördes på borgen, då Tysk blivit beordrad i fält. Efter flera slag befarades Tysk omkommen, och Finlands stallmästare Nils Olofsson blev ställföreträdande kommendant. Olofsson vidtog inte heller några vidare åtgärder angående borgen.
Borgen förblev ofullbordad ända till mitten av 1600-talet. Den enda byggnad som tillkom var ett kapell som nämns för första gången år 1648. Kapellet låg dock troligen utanför slottets murar. Ofrälse artillerikaptenen Nils Andersson Björn  tog över som kommendant 30 oktober 1649, men även han blev beordrad i fält och inga vidare konstruktioner genomfördes. Kommendant Björn blev den sista gemensamma kommendanten för Uleåborgs slott och Kajaneborg.

## Det andra byggnadsskedet
Efter att greve Per Brahe d.y. blivit drots 1650 förlänades han friherreskapet Kajana och år 1651 grundade han staden Kajana som stöd för Kajaneborg. Per Brahe ansåg att hans förläningar skulle administreras från representativa byggnader och beslöt därför att bygga om Kajaneborg till ett adelsslott. På 1660-talet utvidgades borgen betydligt. Den höjdes med en våning och tidigare träkonstruktioner ersattes med sten. Byggmästare Olof Mårtensson från Brage stad anlitades år 1660 och han arbetade de följande tretton åren med att förstärka och bygga om slottet. Per Brahe utsåg major Samuel Mårtensson Lång som befälhavare över slottet, och under hans tid avslutades arbetet med slottsmuren år 1665 genom att höja de inre murarna till samma höjd som de yttre.
År 1666 höjdes den västra rondellen, och året därpå förnyades borgens portar. År 1669 förstärktes den östra rondellen, och de sista stora förändringarna skedde 1672 när slottets stora sal, den så kallade 'stora nattstugan', blev färdig. Det lilla kapellet hade också flyttats innanför slottets murar.
Tiden som adelsslott anses vara Kajaneborgs glansperiod, och anses vara det sista exemplet i svenska riket på herresäte och fästning i förening. Denna period var dock mycket kort. Kajaneborgs tid som huvudsäte för Kajana friherreskap var över redan 1681, när slottet tillföll kronan genom Karl XI:s reduktioner. Efter dessa reduktioner ändrades slottets roll, då det blev ett fogdeslott ansvarigt för landskapets och länets försvar.

## Det tredje byggnadsskedet och slottets fall

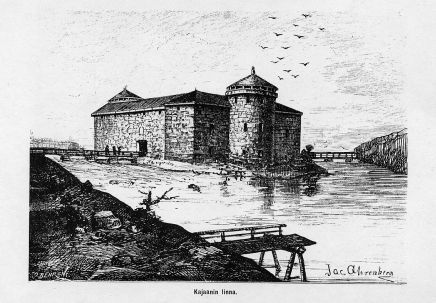
Litografi av hur borgen kan ha sett ut före 1716

Kajaneborgs historia blev dock kort. Den var inte involverad i några strider före det stora nordiska kriget bröt ut år 1700. Kajana och de närliggande byarna brändes av ryska styrkor år 1712 och borgens sista ombyggnad påbörjades. Överstelöjtnant Johan von Meurman förstärkte borgens försvar. Tornens översta våningar ändrades för att innefatta kanoner, yttermuren kröntes av ett tre meter tjockt torvlager, dörr- och fönsteröppningarna täcktes av luckor, och landstigningshinder byggdes längs stränderna.
Alla dessa ändringsarbeten till trots så medverkade borgen inte i en enda egentlig drabbning innan dess förstörelse. Genom sin blotta existens och genom sporadisk kanoneld förhindrade dock Kajaneborg nedbränningen av de norra delarna av Kajana stad under det så kallade vadmalskriget i mars 1712. Borgens kommendant major Nils Silfverbagge, som också var kommendant för Uleåborgs slott, kunde dock inte försvara Kajana helt eftersom prästsläkten Cajanus utövade stor makt i distriktet och motverkade Kajaneborgs inflytande. Efter vadmalskriget blev Silfverbagge avskedad från sin post. Han ersattes av ryttmästaren Johan Zattler.

### Slottets fall
De nya försvarsbyggnaderna kunde inte förhindra det oundvikliga. Kajaneborg var kronans sista försvarspunkt i Finland efter att Olofsborg fallit år 1714. I mars 1715 anlände en rysk styrka och krävde omedelbar och villkorslös kapitulation. Borgens försvar bestod av endast 50 man ledda av den nyligen anlände Estlands-födde svenske kaptenen Johan Henrik Fieandt. Försvararna kunde hålla belägrarna på avstånd under hela sommaren och hösten, men fallet var bara en fråga om tid. I slutet av december 1715 anlände en rysk här under ledning av kosackgeneralen Tjekin; i januari hade styrkan svällt till mellan 3 000 och 4 000 man. Borgen föll 24 februari 1716 efter en fem veckor lång belägring, när de sista försvararna kapitulerade på grund av bristande ammunition och föda. Ryssarna hade lovat att försvararna skulle få gå fria och även behålla sin egendom om de gav sig. Ryssarna bröt alla sina löften och tömde borgen på all egendom efter att de intagit den. Tjekin beordrade att Fieandt och hans familj skulle fängslas varefter ryssarna fyllde borgen med krut och sprängde den i mars månad.

## Slottet som ruin

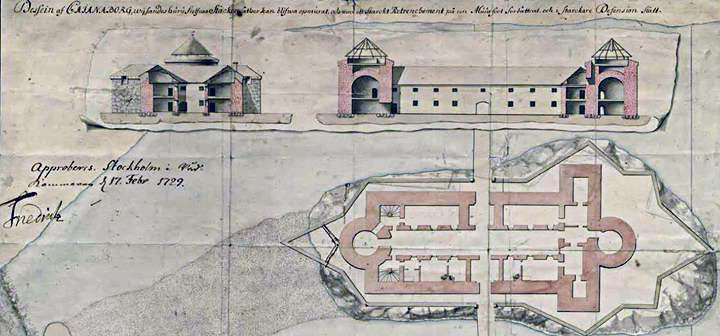
Förslag för återuppbyggnad av borgen

Vid freden i Nystad 1721 återgick området till Sverige, och slottet som nu var en ruin återintogs. Borgen städades så att en liten garnison kunde förläggas på slottsön. Borgen var inte helförstörd; rummen som var av trä kring borggården var givetvis bortsprängda men två rum av sten var än i brukligt skick. På 1740-talet användes det som var kvar av borgen till och med som fängelse. Garnisonen verkade på slottsön ända till 1788 då kommendantämbetet och rotesystemet lades ned, men borgen förföll detta till trots. Murarna var instabila och många murstenar användes som stenfot för hus i staden. En återuppbyggnad av slottet planerades flera gånger men dryftandet drog ut på tiden. Efter 1808–1809 års krig föll borgen i ryskt ägo. Borgruinens plats ansågs då inte längre strategiskt viktig och det slutgiltiga förfallet inleddes.
Borgholmen var dock fortfarande viktig för Kajana som grundval för slottsbron som gick över Kajana älv. Bron som först varit endast en liten träbro som använts av slottet utvidgades 1845 till en flerfilig träbro som gick genom ruinen. När denna bro byggdes förstördes de kvarstående murarna ytterligare. En stor del murstenar forslades även bort till andra byggnadsprojekt. 

### Restaureringar

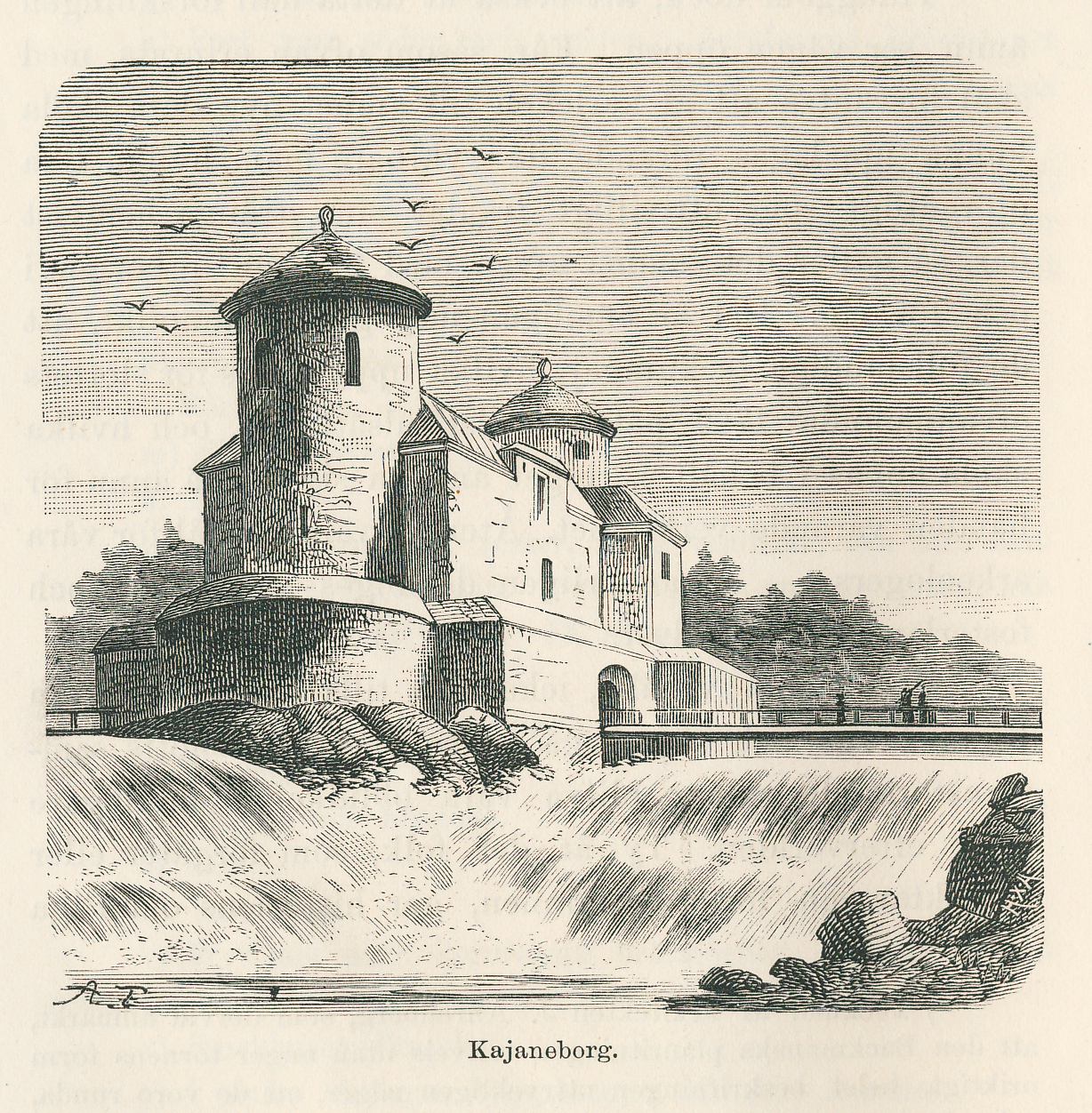
Ritning från 1734 efter en målning utförd av en lokal konstnär på uppdrag för sockenpräst Lars Beckman. Återgivet av Hannes Gebhard, 1885.

Den första restaureringen av slottet, ledd av arkitekten Jac Ahrenberg, skedde år 1890 efter att den finska senaten anslagit pengar till projektet. I detta skede hade borgen varit en ruin i nästan 200 år. Halvhjärtade planer uppgjordes på att återbygga ruinen men inget sådant genomfördes. Vidstående litografi kan vara Ahrenbergs vision av hur borgen skulle ha kunnat se ut efter återbyggnad. Det därpå följande restaureringsjobbet gjordes enligt sin tids metoder och var till största delen ett fiasko. Tegel användes för att fylla hål i murarna och för att förhindra ytterligare förfall. Något nyare metoder användes i en senare restaurering åren 1910–1911, men tegelkonstruktionerna kvarstod. År 1936 beslöt Kajana stad att ersätta träbron med en bro i stål och betong, och en tredje restaurering påbörjades i juli 1937. I samband med denna restaurering togs teglen bort och ersattes av gråsten. Över 1 800 fynd gjordes i samband med restaureringen. Dessa fynd fick flera kajanabor att inse slottets värde, och för första gången hördes röster som kritiserade den då nya brons placering mitt i ett fornminne.
Den senaste restaureringen inleddes av Kajana stad och skedde åren 2001 till 2008. I samband med denna täcktes borggården av kullersten och en gångbro till borgholmen byggdes. För att nå slottet tidigare måste besökare använda sig av den för biltrafik avsedda bron samt en otymplig och alltför smal spiraltrappa.

## Slottet idag

Slottet avbildat på Kajanas vapen.

Idag är ruinen åter ett föremål för diskussion. Slottet är världens nordligaste borgruin, och Kajana stad har ett flertal gånger utlyst sitt intresse för att göra Kajaneborg till ett mer attraktivt turistmål. Betongbron som går över floden är i dåligt skick och måste antingen ersättas med en ny bro, eller avlägsnas helt. Alternativ för slottsbrons placering diskuteras relativt ofta och intressegrupper har grundats för olika lösningar angående borgens framtid. Åsikterna om borgens framtid går itu; en del av Kajanas innevånare anser att borgen är en onödig stenhög och endast en utgift för skattebetalarna, medan majoriteten förstår det historiska värdet av världens nordligaste borgruin.
Borgen har alltid varit avbildad i Kajana stads vapen, och staden uppehåller en officiell internet-sida för slottet. Kajaneborg är i dag – sitt erbarmliga nuläge till trots – en av Kajanas populäraste turistattraktioner.